# 1681 Steinmetz
1681 Steinmetz (1948 WE) là một tiểu hành tinh vành đai chính được phát hiện ngày 23 tháng 11 năm 1948 bởi Marguerite Laugier ở Nice.